# Epic Rap Battles of History
Epic Rap Battles of History, kurz ERB, ist eine Serie englischsprachiger Webvideos, in denen Rapper in der Rolle von Personen der Menschheitsgeschichte und der Popkultur in Rap-Battles gegeneinander antreten. Produziert und präsentiert werden die ERB von „Nice Peter“ Shukoff und „EpicLLOYD“ Ahlquist.
Wegen ihres Bezugs zu Themen aus dem Wissensbereich über Geschichte und Popkultur sowie der Recherche-Arbeit, die sowohl für die Rap-Texte als auch für die Gestaltung der Videos durchgeführt wird, zählen die Raps zum Nerdcore. Für die Produktion werden virtuelle Kulissen, aufwändig gestaltete Kostüme und Masken eingesetzt.
Die zwei bis fünf Minuten langen Videos werden seit 2010 auf YouTube veröffentlicht und wurden mit verschiedenen Preisen ausgezeichnet. Es wirkten bereits viele bekannte Rapper, Sänger, Schauspieler und Internetpersönlichkeiten mit. Bis April 2025 wurden insgesamt 90 Episoden in 7 Staffeln veröffentlicht.

## Geschichte
Die Idee, zwei historische Figuren in einem Rap-Wettbewerb gegeneinander antreten zu lassen, kam von Lloyd Ahlquist, der sie an Peter Shukoff weitergab. Das Ergebnis war eine improvisierte Show namens Check OneTwo, die ersten drei Episoden wurden mit einem Budget von je 50 US-Dollar realisiert.
Am 26. September 2010 wurde das erste Battle auf Youtube veröffentlicht, in dem John Lennon (gespielt von Shukoff) gegen Bill O’Reilly (gespielt von Ahlquist) antritt. Durch Viralität wuchs besonders die Bekanntheit der zweiten Episode, in der Darth Vader und Adolf Hitler gegeneinander antreten. Dieses Video wurde über 100 Millionen Mal angesehen.

## Produktion und Figuren
Viele Charaktere werden von Shukoff und Ahlquist selbst gespielt, daneben treten aber auch Sänger, Schauspieler oder Internetpersönlichkeiten als Gäste auf. Insbesondere Figuren, die von Weißen nicht ohne Überschminken der Hautfarbe gespielt werden können, werden von Gästen verkörpert, die der gleichen Ethnie entsprechen wie der dargestellten Figur oder diese zumindest glaubwürdig verkörpern können. Weibliche Figuren werden hauptsächlich von weiblichen Gästen dargestellt.
Die Arbeit zu den Videos beginnt mit dem Brainstorming, welche Figuren einen interessanten Konflikt in einem Rap Battle präsentieren könnten. Schnittmengen der Figuren, die sich durch ihr Wirkungsfeld ergeben, bieten dabei erste Ansatzpunkte. Dabei spielt keine Rolle, ob die Figuren zur gleichen Zeit gelebt haben, ob sie sich jemals getroffen haben oder ob sie real oder fiktiv sind. In der Recherche werden biografische Details der Figuren bereits in erste Textentwürfe überführt. Anspielungen auf die Nachwirkung der Figuren, teilweise nach ihrem Tod, werden ebenfalls eingearbeitet. Die Autoren schrecken nicht davor zurück, sowohl den Sprachgebrauch der Figuren in ihrer Zeit selbst, als auch den kontemporären der Zuschauer zu referenzieren, wobei aber alle Raps auf Englisch gegeben werden. Nicht immer stammen die Texte von den gleichen Personen, die sie später auch einsingen und deren Figuren verkörpern.
Neben dem Brainstorming wird mit der Software Fruity Loops ein thematisch passender Beat zusammengestellt. Auf diesen werden dann die Textentwürfe eingesungen und nochmals verfeinert. Einige Texte werden später nicht in die Endfassung des Stücks übernommen. Als erster Meilenstein der Produktion gilt das fertige Musikstück.
Auf der Basis des Textes im fertigen Musikstück ergibt sich im Flow eine Basis für die Bildgestaltung und den Ablauf der Darstellung im Video. Für die Figuren werden Kostüme und Requisiten zusammengestellt und Masken vorbereitet. Dabei werden kreative Vorschläge der beteiligten Tricktechniker in die Produktion eingearbeitet, um den Film mit zusätzlichen Details anzureichern; entsprechend erweitern sich dann auch die für ein Video zu spielenden Nebenrollen. Beispielsweise wurde für den Film Shaka Zulu vs. Julius Caesar für die Darstellung der Armeen ein Nebendarsteller aus ein und dem gleichen Kamerawinkel beim Abgehen einer Formation von verschiedenen Positionen aus mehr als fünfzigmal abgefilmt und in der Postproduktion übereinander montiert, damit im fertigen Film ein visueller Kontext für die Militärstrategien der beiden Feldherren präsentiert werden konnte. Die Filmproduktion erfolgt ausschließlich im Studio vor einer Greenscreen-Hohlkehle. Für die Hintergründe werden virtuelle Kulissen verwendet.
Die Produktion der einzelnen Episoden wird auf dem YouTube-Kanal ERB2 jeweils als Making-Of dokumentiert.

## Episoden
Das meistgesehene Video ist Barack Obama vs Mitt Romney mit über 160 Millionen Aufrufen, das im Zuge des Präsidentschaftswahlkampfs in den Vereinigten Staaten 2012 veröffentlicht wurde.

### Peter „Nice Peter“ Shukoff
| Staffel | Figuren |
| ------- | --- |
| 1       | John Lennon, Darth Vader aus Star Wars, Abraham Lincoln, Lady Gaga, Hulk Hogan, Ludwig van Beethoven, Stephen Hawking, der Osterhase, Napoleon Dynamite, Vince Offer, Albus Dumbledore aus Harry Potter, Der Kater mit Hut aus dem gleichnamigen Werk von Dr. Seuss, Mister Rogers, Christoph Kolumbus, Nice Peter (er selbst)                                           |
| 2       | Darth Vader aus Star Wars, Master Chief aus Halo, Luigi aus Super Mario, Michael Jackson, Steve Jobs, HAL 9000 aus 2001: Odyssee im Weltraum (Stimme), Freddie Mercury, Abraham Lincoln, der Zehnte Doktor aus Doctor Who, Batman, der Weihnachtsmann, Nikola Tesla (Stimme), Lance Armstrong, Wolfgang Amadeus Mozart, Grigori Rasputin, Wladimir Lenin, Wladimir Putin |
| 3       | Darth Vader aus Star Wars, Blackbeard, Bob Ross, Donald Trump, der dritte Geist aus A Christmas Carol, Rick Grimes aus The Walking Dead, Bill Nye, George Washington, die Teenage Mutant Ninja Turtles Donatello, Michelangelo, Leonardo und Raphael (Stimme) |
| 4       | Jamie Hyneman von den MythBusters, Romeo Montague aus Romeo und Julia, Zeus (Stimme), Steven Spielberg, Michael Bay, Ted Logan aus Bill & Teds verrückte Reise durch die Zeit, David Copperfield, RoboCop, Friedrich Nietzsche, Jim Henson und Kermit der Frosch aus der Muppet Show, Boba Fett aus Star Wars (Stimme, Bonusvideo)                                       |
| 5       | J. R. R. Tolkien, Thomas Jefferson, Austin Powers, Bruce Jenner, Iwan IV., Abraham Lincoln, Charles Darwin, Tony Hawk, Nice Peter (er selbst) |
| 6       | Mark Zuckerberg (Bonusvideo), Guy Fawkes, Ronald McDonald, George Carlin, Jacques-Yves Cousteau, Sigmund Freud, Graf Dracula aus Dracula, Joker, Robert Oppenheimer, Joe Biden, Luke Skywalker aus Star Wars (Stimme) |
| 7       | Richard Löwenherz, John Rambo, Indiana Jones, Henry Ford, Godzilla, Napoleon Bonaparte |

### Lloyd „EpicLLOYD“ Ahlquist
| Staffel | Figur |
| ------- | --- |
| 1       | Bill O’Reilly, Adolf Hitler, Chuck Norris, „Macho Man“ Randy Savage, Dschingis Khan, Napoleon Bonaparte, Benjamin Franklin, Gandalf aus Der Herr der Ringe, Thing 1 und Thing 2 aus Der Kater mit Hut von Dr. Seuss, James T. Kirk aus Star Trek, EpicLLOYD (er selbst)                              |
| 2       | Adolf Hitler, Leonidas I. (Stimme), Mario, Elvis Presley, Bill Gates, Frank Sinatra, Mitt Romney, Clint Eastwood, Robin aus Batman, die Weihnachtselfen, Adam, Thomas Alva Edison, Babe Ruth, Skrillex, Josef Stalin, Michail Gorbatschow                                                            |
| 3       | Adolf Hitler, Al Capone, Pablo Picasso, J. P. Morgan, Walter White aus Breaking Bad, Superman, William Wallace, die Teenage Mutant Ninja Turtles Leonardo, Raphael, Michelangelo und Donatello (nur Schauspiel)                                                                                      |
| 4       | Adam Savage von den MythBusters, der Marshmallowmann aus Ghostbusters (nur Stimme), Clyde Barrow, Thor (Stimme), Hannibal Lecter, Alfred Hitchcock, Bill S. Preston aus Bill & Teds verrückte Reise durch die Zeit, Harry Houdini, der Terminator, Sokrates, Stan Lee, Deadpool (Stimme, Bonusvideo) |
| 5       | George R. R. Martin, Gordon Ramsay, Sean Connerys James Bond, Bruce Banner aus Hulk, der Hulk (Stimme), Friedrich II., Donald Trump, Theodore Roosevelt, EpicLLOYD (er selbst) |
| 6       | Elon Musk (Bonusvideo), Wolverine, der Burger King von Burger King, Robin Williams, Steve Irwin, Vlad III. Drăculea, Pennywise aus Es, Thanos aus Marvel, Donald Trump |
| 7       | Ragnar Lodbrok, Jeff Bezos, John McClane aus Stirb langsam, Karl Marx, King Kong, Donald Trump, Karl der Große |

### Gastauftritte
elf Auftritte
- Zach Sherwin als Albert Einstein, Dr. Emmett „Doc“ Brown aus Zurück in die Zukunft, Sherlock Holmes, Ebenezer Scrooge aus A Christmas Carol, Stephen King, Egon Spengler von den Ghostbusters, Voltaire, Walt Disney, Alexander der Große, Wayne Gretzky und John Wick

drei Auftritte
- George Watsky als William Shakespeare, der vierte Doktor aus Doctor Who und Edgar Allan Poe
- Rhett McLaughlin von Rhett & Link als Wilbur Wright, Donatello und William Clark
- Link Neal von Rhett & Link als Orville Wright, Leonardo da Vinci und Meriwether Lewis
- DeStorm Power als Mr. T, Kanye West und Shaka

zwei Auftritte
- Timothy DeLaGhetto als Kim Jong-il und Sunzi
- Kimmy Gatewood als Marilyn Monroe und Hillary Clinton
- Ray William Johnson als Boba Fett aus Star Wars (nur Stimme) und Son Goku aus Dragon Ball
- Keegan-Michael Key von Key & Peele als Mohandas Karamchand Gandhi und Michael Jordan
- Jordan Peele von Key & Peele als Martin Luther King und Muhammad Ali
- KRNFX als Grant Imahara von den MythBusters und Laozi
- Dan Bull als Jack the Ripper und Winston Churchill
- Wax als Quentin Tarantino und Freddy Krueger

ein Auftritt
- Chris Alvarado als Tory Belleci von den MythBusters
- Ben Atha als Daniel Craigs James Bond
- Mike Betette als Gnaeus Pompeius Magnus
- Dave Brown als Harry Potter
- Chali 2na als Neil deGrasse Tyson
- November Christine als Oprah Winfrey
- Dante Cimadamore als Nikola Tesla (nur Schauspiel)
- Iman Crosson als Barack Obama
- Taylor Cu als der Marshmallowmann aus Ghostbusters (nur Schauspiel)
- Mike Diva als Bruce Lee
- Lisa Donovan als Sarah Palin
- Mary Doodles als Kari Byron von den MythBusters
- Mark Douglas als Ray Stant von den Ghostbusters
- Walter Downing als Winston Zeddemore von den Ghostbusters
- Alex Farnham als Justin Bieber
- Lauren Flans als Ellen DeGeneres
- Cara Francis als Mutter Teresa
- Michelle Glavan als Miley Cyrus
- Chris Gorbos als Peter Venkman von den Ghostbusters
- Bentley Green als der junge Michael Jackson
- Hannah Hart als Bonnie Parker
- Mamrie Hart als Julia Child
- Ian Hecox von Smosh als Michelangelo
- Grace Helbig als Julia Capulet aus Romeo und Julia
- Robert Hoffman als Deadpool (nur Schauspiel)
- Kassem G als er selbst
- Jenna Marbles als Eva
- MC Goldiloxx als Wendy von Wendy’s
- MC Jin als Konfuzius
- Mickey Meyer als Dr. Seuss (nur Schauspiel)
- Kyle Mooney als Dr. Watson
- NoShame als Caitlyn Jenner
- Mike O’Hearn als der Hulk (Schauspiel)
- Ruggles Outbound als Stanley Kubrick
- Anthony Padilla von Smosh als Raffael
- Croix Provence als Lara Croft
- Rob Rico als Che Guevara
- Scru Face Jean als Mansa Musa
- Lilly Singh als Wonder Woman
- Jessi Smiles als Jeanne d’Arc
- J. B. Smoove als Frederick Douglass
- Snoop Dogg als Moses
- Colin J. Sweeney als Billy Mays
- T-Pain als Stevie Wonder
- Jackie Tohn als Joan Rivers
- Meghan Tonjes als Katharina II.
- Angela Trimbur als Kleopatra
- Kimberly Michelle Vaughn als Kamala Harris
- Ivan Velez als Boba Fett aus Star Wars (nur Schauspiel)
- Brian Walters als Ash Ketchum aus Pokémon
- Jesse Wellens als Leonidas I. (nur Schauspiel)
- Gary Anthony Williams als Bill Cosby
- „Weird Al“ Yankovic als Isaac Newton
- Zeale als Richard Pryor

## Auszeichnungen
- 2013:
  - Streamy Awards in den Kategorien Beste Musiker – online (an Peter Shukoff), Bester originaler Song, Beste Musik-Serie und Bester Gebrauch von Fashion und Design (an Mary Gutfleisch), zusätzlich nominiert für Bestes Drehbuch
  - nominiert für die YouTube Music Awards in den Kategorien Video des Jahres und Künstler des Jahres

- 2014:
  - Streamy Awards in den Kategorien Bestes Drehbuch, Bestes Musikvideo (für Goku vs. Superman), Bestes Kostümdesign (an Sulai Lopez), zusätzlich nominiert für Bester Schnitt und Beste Kollaboration (mit Snoop Dogg)

- 2015:
  - Streamy Awards in den Kategorien Bestes Kostümdesign (an Sulai Lopez), Bester Schnitt und Beste Kollaboration (mit Grace Helbig und Hannah Hart), zusätzlich nominiert für Bestes Drehbuch
  - Nominierung für Producers Guild of America Award in der Kategorie Beste digitale Serie

- 2016:
  - Nominierungen für Streamy Awards in den Kategorien Beste Kollaboration (mit Meghan Tonjes, Mike Betette und Zach Sherwin), Bestes Kostümdesign, Bester Schnitt und Bestes Drehbuch
  - Nominierung für den Primetime Emmy Award in der Kategorie Beste Short-Term-Varietéserie
  - Nominierung für Producers Guild of America Award in der Kategorie Beste digitale Serie

- 2017:
  - Nominierung für den Primetime Emmy Award in der Kategorie Beste Short-Term-Varietéserie

- 2019:
  - Streamy Award in der Kategorie Bestes Kostümdesign (an Morgan Christensen), zusätzlich nominiert für Bestes Drehbuch (mit Zach Sherwin)

- 2020:
  - Nominierungen für Streamy Awards in den Kategorien Show of the Year, Best Scripted Series und Bestes Drehbuch (mit Zach Sherwin und Carter Deems)

## Erfolg
Folgende Rap Battles wurden in den USA von der RIAA mit einer Goldenen Schallplatte ausgezeichnet:
- Barack Obama vs. Mitt Romney
- Darth Vader vs. Adolf Hitler
- Albert Einstein vs. Stephen Hawking
- Dr. Seuss vs. William Shakespeare
- Master Chief vs. Leonidas
- Justin Bieber vs. Beethoven
- Steve Jobs vs. Bill Gates
- Mr T vs. Mr Rogers
- Mario Bros vs. Wright Brothers
- Abe Lincoln vs. Chuck Norris
- Darth Vader vs. Adolf Hitler 2

## Umsatz
Auf die Frage nach dem Anteil der Epic Rap Battles an den gesamten Einnahmen der Künstler antwortete Ahlquist in einem Interview 2011:

„Nearly 100% of the money I make comes from the channel. It could easily be 100% [...]. In addition to Pete and I, we have about 8 full time employees and then another 5-10 part time folks all of whom earn their livings from the Epic Rap Battles channels.“

„Fast 100 % des Geldes, das ich einnehme, stammt vom Kanal. Es könnten leicht auch 100 % sein. Zusätzlich zu Pete [Shukoff] und mir haben wir acht Vollzeit-Angestellte und nochmal fünf bis zehn Teilzeit-Leute, die alle ihren Lebensunterhalt durch die Epic-Rap-Battles-Kanäle verdienen.“